# Kostel svatého Jana a Pavla (Rájov)
Římskokatolický kostel svatého Jana a Pavla je bývalý farní kostel v Rájově. Byl postaven v letech 1787 až 1789 klášterem Teplá a vybaven hlavním oltářem z roku 1769 přeneseným sem z kostela sv. Petra a Pavla v Mnichově. Pozdně barokní jednolodní stavba s věží čtvercového půdorysu při západním průčelí a oble ukončeným presbytářem, kterou vybudoval stavitel Hausmann z Teplé, stojí na okraji vesnice a je v havarijním stavu. Poslední bohoslužby se zde konaly kolem poloviny 20. století. Zdejší farnost zanikla v roce 2005 sloučením s tepelskou farností.